# Einar Østby
Einar Østby (* 17. September 1935 in Vinger; † 3. April 2022) war ein norwegischer Skilangläufer.

## Werdegang
Østby, der für den Jaren IL startete, holte seine erste Medaille bei den Olympischen Winterspielen 1960 in Squaw Valley mit der Silbermedaille mit der Staffel. In Rennen über 15 km errang er dort den vierten Platz. Zwei Jahre später gewann er bei den nordischen Skiweltmeisterschaften in Zakopane die Bronzemedaille über 15 km. Zudem wurde er dort Fünfter über 30 km und Vierter mit der Staffel. Im folgenden Jahr errang er beim Holmenkollen Skifestival über 50 km und bei den Svenska Skidspelen mit der Staffel jeweils den zweiten Platz. Anfang März 1963 gelang ihm bei den Lahti Ski Games der vierte Platz über 50 km. Bei den Olympischen Winterspielen 1964 in Innsbruck belegte er den 15. Platz über 15 km, den achten Rang über 30 km und den siebten Platz über 50 km. Mit der Staffel kam er dort auf den vierten Platz. Im Jahr 1966 siegte er bei den Svenska Skidspelen mit der Staffel. Bei norwegischen Meisterschaften wurde er viermal Zweiter und einmal Dritter.